# Lochmaddy
Lochmaddy (Loch nam Madadh en écossais) est le centre administratif de l'île de North Uist dans les Hébrides extérieures.